# Hymenophyllum trianae
Hymenophyllum trianae är en hinnbräkenväxtart som beskrevs av Georg Hans Emmo Wolfgang Hieronymus. Hymenophyllum trianae ingår i släktet Hymenophyllum och familjen Hymenophyllaceae. Inga underarter finns listade.